# Ed Schuller
Edwin G. Schuller (New York, 11 januari 1955) is een Amerikaanse jazzcontrabassist en componist.

## Biografie
Ed Schuller is de oudste zoon van de componist Gunther Schuller en studeerde muziektheorie, klarinet en contrabas bij David Levenson van het Cleveland Symphony Orchestra (1970–72) en contrabas bij Larry Wolf van het Boston Symphony Orchestra (1972–74). Na afsluiting aan het New England Conservatory of Music toerde hij door Europa met de bands van Paul Motian, Tim Berne, Eric Watson, Marty Cook, Jim Pepper, Mal Waldron, Perry Robinson, Nicolas Simion, Frank Lacy en Uli Lenz. In de Verenigde Staten speelde hij met Pat Martino, Jaki Byard, Lee Konitz, Clark Terry, Julius Hemphill, Karl Berger, Mat Maneri, Ray Anderson en anderen. Als orkestleider nam hij sinds 1991 meerdere cd's op.
Nu en dan werkt hij samen met zijn broer, de drummer George Schuller (ook met Burton Greene en in de band The Schulldogs met Herb Robertson en Gebhard Ullmann). Met Arto Tunçboyacıyan en Ara Dinkjian was hij mede-oprichter van de ethnojazz-band Night Ark.
Schuller speelt op een danserige manier. Sinds 1975 heeft hij meer dan 60 platen en cd's opgenomen en heeft hij meegewerkt in talrijke gewaardeerde ensembles en projecten, zoals bij de première van Epitaph van Charles Mingus, in Rush Hour van Joe Lovano en in Sonic Temples van het Ran Blake-trio (2001).
Naast zijn werk als contrabassist heeft Schuller meer dan 50 werken voor verschillende ensembles en muzikale contexten gecomponeerd. Hij doceerde aan het Berklee College of Music en leidde de faculteit Jazz aan het Schweitzer Institute in Sandpoint. Vier jaar lang was hij als leergevolmachtigde voor contrabas verbonden aan de Hochschule für Musik „Hanns Eisler“ Berlijn. 

## Onderscheidingen
In 1996 werd hij onderscheiden met het 'Certificate of Appreciation for Outstanding Service to Jazz Education' voor uitspringende prestaties als jazzpedagoog.

## Discografie
- The Eleventh Hour
- Mu Point
- Inside Looking Out (met Simon Nabatov)
- Chuck Florence: Remembering Jim Pepper (met Nicole Kämpgen en George Schuller)
- To Know Where One Is (met J. Lovano, Gary Valente, Billy Hart, Bill Bickford)
- Gunther Schuller/WDR Radio Orchestra/Remembrance: Witchi-Tai-To - The Music of Jim Pepper